# N’Pans
Панса́у Нача́нда (порт. Pansau Na Tchanda; род. 19 сентября 1976 года, Болама, Гвинея-Бисау), более известный под псевдонимом N’Pans — российский рэп-исполнитель, музыкальный продюсер, бывший участник групп «Братья Наличные», B.P.J.K., «Легальный бизне$$» и «Bad B. Альянс».
В 1994 году Панс стал участником первой интернациональной рэп-группы «Братья Наличные», в состав которой входили рэперы из России, Конго и Гвинея-Бисау. Параллельно работал с Максом Фадеевым в качестве танцора и хореографа в группе B.P.J.K. у российской певицы Линды. Но широкую известность Панс приобрёл как участник рэп-группы «Легальный бизне$$», визитной карточкой которой стала песня «Пачка сигарет», созданная на основе известной композиции Виктора Цоя.
N’Pans также известен в хип-хоп-среде как «первый чёрный рэпер России», этот псевдоним приклеился к нему после выхода одноимённого сингла в 2011 году. В 2017 году Панс стал известен философскими изречениями в «Твиттере», от уроков жизни до рассуждений о богатстве.

## Биография

### Детство и юность
Пансау Начанда родился и вырос в государстве Гвинея-Бисау в Западной Африке. Пансау прибыл в Советский Союз в 1985 году, когда ему было всего 9 лет, чтобы учиться в Ивановской международной школе-интернате для детей лидеров коммунистических партий и национально-освободительных движений. Его отец, Бинхенкерем Начанда, был членом правительства Гвинеи-Бисау и в 1986 году он был обвинён в участии в перевороте и был расстрелян по приказу президента Гвинеи-Бисау, «Нино» Виейра. После окончания ивановской школы Пансау отправился учиться в Пензенский государственный университет архитектуры и строительства, но был вынужден бросить университет из-за финансовых трудностей.
Панс принял решение посвятить свою жизнь хип-хоп-культуре, после того, как услышал аудиокассету, на которой были записаны альбомы «Straight Outta Compton» группы N.W.A. и «It Takes a Nation of Millions to Hold Us Back» группы Public Enemy.
В начале 90-х годов Пансау увлёкся брейк-дансом. Для того, чтобы заработать денег, ему приходилось работать в качестве MC и танцевать брейк-данс в пензенских клубах. Во время обучения в Пензе часто приезжал в Москву и Санкт-Петербург, где выступал на соревнованиях по брейк-дансу.

### Братья Наличные
В 1994 году Панс окончательно переехал в Москву и встретился с рэпером из Конго, Elvis D, диджеем DJ Dlee и Денисом Савенковым, который решил создать рэп-группу Cash Brothers (с англ. — «Братья Наличные»). Группа являлась первой интернациональной рэп-группой с живыми музыкантами, которая покоряла Россию своей необычайной энергетикой. Параллельно вместе с Денисом Савенковым Панс работал диджеем на радио «Станция 106.8» в передаче DJ/MC. Группа выступила на фестивале Adidas Streetball Challenge 1998 в Москве 15 августа 1998 года. Создатель Братьев Наличных, Денис Савенков, умер в 1998 году, не дождавшись выпуска альбома. После смерти Дениса N’Pans стал лидером группы, привнеся некоторые изменения. К ним присоединились друзья Панса из Ивановской международной школы-интерната «Интердом» и Willy Wilsino (Вилли Вильсино). В конце 1998 года обновленные «Братья Наличные» заняли призовое место на ежегодном международном фестивале «Rap Music». Также был записан трек «Новый день», видеоклип на который ротировался на музыкальном телеканале «MTV Россия» осенью 1999 года. Все записанные композиции конца 1990-х вышли в альбоме N’Pans’а «Из архива» (2002).
В 2003 году Панс объединился со своими учениками, Батиштой и Шайоном, и записал альбом группы «Братья Наличные», «Анализируй это…» в память об основателе команды, Денисе Савенкове. Музыку в альбоме спродюсировал Михаил Дейнекин (лидер группы Контр-Аттака). Релиз был выпущен лейблом 100Pro 9 марта 2004 года. Дистрибуцией альбома занималась фирма грамзаписи «Студия Монолит». В ответ на нелицеприятную рецензию на альбом группы «Братья Наличные» N’Pans написал дисс на главного редактора сайта Rap.ru, Андрея Никитина, под названием «Интервью для RAP.RU».

### Линда
В 1995 году Пансау создал этническую танцевальную группу, состоящую из трёх гвинейцев и одного гаитянца, которые учились в Ивановской школе. Группа выступала на гастролях у российской певицы «Линды», продюсируемой на тот момент Максом Фадеевым. Проработав так более двух лет, танцоры создают собственный танцевально-музыкальный проект. Название B.P.J.K. образовалось от первых букв имён участников группы — Буал, Панс, Джексон и Кинтино.

### Легальный бизне$$
В 1998 году Панс познакомился с рэпером Лигалайзом на фестивале «Микро '98» 12 июня 1998 года. В следующий раз артисты встретились на радио «Станция 106.8» в передаче «Freestyle», где оба исполнили фристайл. 27 ноября 1998 года в Москве на фестивале «Grandmaster DJ» Панс и Лигалайз по просьбе организатора мероприятия, Влада «Шефа» Валова, устроили на публике импровизацию под музыку DJ Жени. Получилось неплохо, и сразу после выступления Валов предложил им создать команду. Название для группы придумала жена Валова.
В 1999 году на студии «Тон-ателье №1» в телецентре «Останкино» началась запись альбома. Первыми записанными песнями стали «Легальный бизне$$», римейк трека «Настоящий хип-хоп», «Рифмомафия» и «Этим вечером». Последние две песни попали на сборник «Hip-Hop Info № 5», выпущенный как бесплатное приложение к апрельскому номеру одноимённого журнала. В августе 1999 года на сборнике «Hip-Hop Info № 6» выходит новая песня группы под названием «Пачка сигарет», созданная на основе музыкального проигрыша и припева известной композиции Виктора Цоя. Было решено снять на песню видеоклип, который стал режиссёрским дебютом для Влада Валова, и в нём впервые появился начинающий тогда рэпер ДеЦл. «Пачка сигарет» вызывала массу отрицательных эмоций у фанатов Виктора Цоя.
Мы видели по MTV реакцию поклонников Кино… Если мы не сидим каждый вечер у стены Цоя, то это вовсе не значит, что его музыка не для нас. Цой писал для всех, кто сможет его понять. Мы продлили этой песне жизнь, даже не рассчитывая, что из неё получится хит. Представляете, некоторые ребята из молодого поколения даже не знают, кто такой был Виктор Цой! — рассказывает Панс
Песня принесла группе «Легальный бизне$$» широкую популярность, что позволило начать успешную гастрольную деятельность по концертным и клубным площадкам России. Первое выступление состоялось на презентации альбома «Город джунглей» группы Bad Balance в московском клубе «Ю-ту» 20 мая 1999 года. Затем группа выступила на фестивале Adidas Streetball Challenge в Москве 3 сентября 1999 года, а также в качестве хедлайнера на ежегодном международном фестивале рэп-музыки Rap Music 27 ноября 1999 года. 18 марта 2000 года во Дворце спорта «Динамо» группа выступила на акции «Бит-битва», проходившей при поддержке телеканала «MTV Россия».
18 марта 2000 года был снят видеоклип на песню «Мелодия души». Дебютный и единственный студийный альбом группы «Легальный бизне$$» под названием «Рифмомафия» был выпущен на компакт-дисках и аудиокассетах 23 июля 2000 года музыкальным издательством «Студия Миксмедиа».
5 апреля 2012 года вышел мини-альбом коллектива «Легальный бизне$$» под названием «Wu», после которого творческая деятельность вновь остановилась.

### Сольное творчество
19 февраля 2000 года N'Pans исполнил вместе с группой «Братья Наличные», Михаилом Козыревым и группой «Чайф» песню «Аргентина — Ямайка 5:0» на юбилейном концерте «15 лет. Всё только начинается» в спорткомплексе «Олимпийский», посвящённом 15-летию группы, куда пришло двадцать тысяч поклонников группы. Организаторами московского юбилейного концерта были «Наше радио», «ОРТ» и «Взгляд». Концерт остался запечатлённым не только в памяти поклонников, но и на двойном компакт-диске и в телеверсии канала «ОРТ» 5 марта.
В 2001 году Панс решил заняться сольным творчеством и выпустил дебютный альбом под названием «Чёрная сторона Легального бизне$$’а». Вслед за ним был выпущен альбом «Из архива», в котором были собраны композиции разных лет, записанные с 1996 по 1998 год. Третий сольный альбом под названием «Двигаем рэп» был выпущен на новом лейбле Влада Валова «100PRO» 2 декабря 2003 года. Дистрибуцией альбома занималась фирма грамзаписи «Студия Монолит».
В 2003 году, Панс и Лигалайз решили выпустить второй альбом проекта «Легальный бизне$$». Вместо ди-джея Тоника был выбран другой диджей — DJ Dlee, оригинальный участник группы Братья Наличные. Но в процессе работы Лигалайз в тайне от всех заключает контракт с Александром Толмацким на выпуск сольного альбома. Далее Панс продолжает активно сотрудничать со своими коллегами, Лигалайзом и Децлом, и участвует в записи их сольных альбомов.
В 2006 году Пансау принял участие в озвучивании персонажа по имени Сулик в компьютерной игрe «Fallout 2».
В 2008 году N’Pans снялся в видеоклипе Лигалайза на песню «Кто ты такой?!». В 2008 году N’Pans выпустил четвёртый сольный альбом, «Свой среди чужих, чужой среди своих», на лейбле Монолит Рекордс.
В 2009 году N’Pans основал собственный лейбл и студию звукозаписи Force Records, тогда же он впервые начал заниматься продюсированием молодых рэп-артистов. Первым релизом лейбла стал его пятый сольный альбом, «Кто на моём пороге?», выпущенный 31 марта 2010 года.
20 ноября 2010 года на своём лейбле Панс выпустил сразу два сольных альбома, «Свой среди чужих, чужой среди своих 2» и «Utru Cara» (в переводе с креольского звучащее как «Другое лицо»). Первый альбом был записан на русском языке, а второй — на креольском и посвящён исторической родине артиста, Гвинее-Бисау.
В 2011 году N’Pans дал интервью для документального сериала «Хип-хоп в России: от 1-го лица».
26 февраля 2014 года во время своего визита в Москву американская рэп-группа Onyx заехала на студию Force Records, где и записала совместный трек с Пансом под названием «Represent». На следующий день был снят видеоклип на эту песню, а сама песня вышла не только как сингл, но и в восьмом сольном альбоме N’Pans’а под названием «Акцент».
В 2014 году N’Pans объединился с российским рэпером Паук (из клана Свет и Тьма) для записи совместного альбома под названием «Боги Олимпа». Альбом увидел свет в 2016 году.
В 2016 году N’Pans объединился с исполнителем L.A.V.Retro и создал новый проект Retroville. 30 марта 2016 года состоялась презентация видеоклипа на песню «Анатомия», записанную совместно с российской поп-певицей Лолитой. В следующем году на лейбле «Первое музыкальное Издательство» вышел альбом проекта Retroville под названием «Лунный город». Оба артиста стали гостями радиопередачи Открытый доступ на радио Premium 8 июня 2017 года.
Вслед за новым проектом Панс выпустил для своей первой Родины девятый сольный альбом «Kunsi Tempu—Conheça o Tempo» («Познай время»), записанный на креольском языке. 29 сентября 2017 года на лейбле Первое музыкальное Издательство N’Pans презентовал свой новый десятый по счёту сольный альбом, «Талант, деньги и ум». В альбоме всего один приглашённый гость, Мастер ШЕFF.
N’Pans также записал гимн национальной футбольной команды Гвинея-Бисау, «DJURTUS», и записал песню «Ахмат Хаджи Кадыров» памяти первого Президента Чеченской Республики. 26 октября 2017 года N’Pans стал гостем телепередачи «Мужское / Женское» на Первом канале. В том же году N’Pans принял участие в записи альбомов Miko — «Москва» и ШЕFF — «Гипноз». В 2017 году N’Pans также снялся в документальном фильме «5 Элементов».
19 марта 2018 года состоялась премьера видеоклипа на песню «Будущее началось», посвящённую в частности появлению новой криптовалюты Bitcoin. 22 марта 2018 года N’Pans вместе с певцом Жаком Энтони принял участие в шоу «Big Russian Boss». В 2018 году в интервью для «INSIDE SHOW» Панс анонсировал, что работает над двумя новыми альбомами. Один из них записан на русском языке и называется «Легенда», а второй — на португальском и называется «245». 10 ноября 2018 года N'Pans исполнил вместе с Леонидом Агутиным и группой «Эсперанто» песню «Парень чернокожий» на юбилейном концерте Леонида Агутина «Агутин 50» в спорткомплексе «Олимпийский», собравшем 20 тысяч зрителей. Концерт был организован агентством «Мельница». Телеверсия концерта «Агутин 50» была показана в эфире «Первого канала» двумя частями 31 января и 7 февраля 2020 года.
В 2019 году вышел документальный фильм «BEEF: Русский хип-хоп», в котором среди прочих рэп-артистов принял участие N’Pans. 22 февраля 2019 года Панс выпустил композицию «Миссия 35», посвящённую его другу и коллеге ДеЦлу, скоропостижно скончавшемуся 3 февраля 2019 года. 16 марта 2019 года N'Pans и Алекс Индиго выпустили видеоклип на песню «Прямо на столе». 23 июля был переиздан альбом «Боги Олимпа». 11 сентября вышел совместный альбом Панса и Алекса Индиго под названием «11». В 2019 году N'Pans принял участие в записи трека «Rap Music 25!» по случаю 25-летия фестивалю Rap Music. Позже был снят видеоклип на эту песню. В 2020 году N'Pans выпустил новый альбом «Смотри в глаза».
18 июля 2024 года в интервью для газеты «Аргументы недели» N’Pans анонсировал выход нового двойного альбома. Первый альбом состоит из 11 треков, записан на креольском языке для Гвинеи-Бисау и называется «Dias mindjoris na bim», что означает «Лучшие времена настанут». Второй альбом состоит из 12 треков, записан на русском языке для России и называется «Кто стучится, тому откроют». Релиз состоялся 19 сентября, в день рождения рэпера. В поддержку двойного альбома Панс выпустил снятые в Африке видеоклипы на песни «Durmi ka ten» (2 августа) и «Um praga» (1 сентября).
Ежегодно Панс в качестве жюри принимает участие на ежегодном международном фестивале рэп-музыки Rap Music. N’Pans также является участником футбольной команды «Налётчики», созданной в 2012 году Владом Валовым и состоящей в основном из российских рэп-артистов.

## Чарты и ротации
С 2003 по 2004 год песни «Пачка сигарет» («Легальный бизне$$»), «Мелодия души» («Легальный бизне$$»), «Top Top (Я буду жить)» (N’Pans), «Что такое счастье» (Big Black Boots и N’Pans) и «Двигаем рэп» (N’Pans) прозвучали в хип-хоп-передаче «Фристайл» на «Нашем Радио».
В сентябре 2005 года песня «Я тебе этого раньше никогда не говорил» попала в ротацию радио Next в хит-парад «NEXT’20», который выстраивается по результатам SMS-голосования и выходит в эфир каждый час в виде минутного дайджеста песни.

## Награды
- В 1998 году ремикс группы B.P.J.K. на песню «Линды» «Ворона» был номинирован на «Ремикс года» на церемонии вручения премий «Funny House Dance Awards '97» за достижения в танцевальной культуре, учреждённой радио «Максимум» и «Райс-ЛИС’С». Церемония прошла в СК «Олимпийский» 24 января 1998 года[75] и транслировалась по телеканалу Муз-ТВ[76]. В номинации «Ремикс года» победил Максим Головин («Эклектика») с ремиксом песни «Самолёт» группы «Tequilajazzz»[77].
- В 1998 году группа «Братья Наличные» получила «Приз зрительских симпатий» на российской церемонии вручения премий за достижения в области хип-хоп-культуры «Голос улиц», прошедшей в Московском дворце молодёжи 31 октября 1998 года[78].
- В 2000 году группа «Легальный бизне$$» стала «лучшим музыкальным проектом 1999 года» на церемонии награждения лучших хип-хоп-артистов года «Голос улиц», прошедшей в Московском развлекательном комплексе «Центр» 4 января 2000 года[79].
- В 2000 году песня «Пачка сигарет» группы «Легальный бизне$$» победила в номинации «Лучшая песня года» на российской церемонии награждения премий «Золотой Птюч '99», организованной журналом «Птюч» в феврале 2000 года[80].
- В 2008 году N’Pans получил награду за вклад в российскую хип-хоп-культуру на финале I Всероссийского чемпионата «Hip Hop International — Кубок России», который прошёл в Москве 31 марта 2008 года при поддержке Российского Союза Молодёжи и программы "Молодёжная карта «EURO<26»[81].
- В 2010 году N’Pans получил благодарность за помощь в проведении второго открытого фестиваля «Rap-Attack» в городе Люберцы 23 октября 2010 года, где он выступил в качестве главного судьи[82].

## Дискография

### Альбомы
Сольные альбомы
- 2002: «Чёрная сторона Легального бизне$$’а» (29 января 2002 года)
- 2002: «Из архива» (30 ноября 2002 года)
- 2003: «Двигаем рэп» (2 декабря 2003 года)
- 2008: «Свой среди чужих, чужой среди своих» (30 июля 2008 года)
- 2010: «Кто на моём пороге?» (31 марта 2010 года)
- 2010: «Свой среди чужих, чужой среди своих 2» (20 ноября 2010 года)
- 2010: «Utru Cara» («Другое лицо») (20 ноября 2010 года)
- 2011: «Живее всех живых» (19 сентября 2011 года)
- 2015: «Акцент» (24 ноября 2015 года)
- 2017: «Kunsi Tempu—Conheça o Tempo» («Познай время») (31 марта 2017 года)
- 2017: «Талант, деньги и ум» (29 сентября 2017 года)
- 2019: «245» (24 февраля 2019 года)
- 2019: «Легенда» (14 марта 2019 года)
- 2020: «Смотри в глаза» (10 августа 2020 года)
- 2024: «Dias mindjoris na bim/Кто стучится, тому откроют» (19 сентября 2024 года)[83]

Совместные альбомы
- 2000: «Рифмомафия» («Легальный бизне$$») (23 июля 2000 года)
- 2002: «Новый мир» («Bad B. Альянс») (3 марта 2002 года)
- 2004: «Анализируй это» («Братья Наличные») (20 марта 2004 года)
- 2012: «Wu» (EP) («Легальный бизне$$») (5 апреля 2012 года)
- 2014: «Боги Олимпа» (N’Pans & Паук)
- 2017: «Лунный город» (Retroville: N’Pans & L.A.V.Retro) (17 марта 2017 года)
- 2019: «Боги Олимпа» (N’Pans & Паук) (Переиздание) (23 июля 2019 года)
- 2019: «11» (N’Pans & Indigo) (11 сентября 2020 года)

Микстейпы
- 2010: «Da Mixtape»

## Видеоклипы
Благодаря сотрудничеству Влада Валова с Александром Толмацким видеоклипы проектов хип-хоп-объединения «Bad B. Альянс» находились в ротации чартов «Русская десятка» и «20 самых-самых» телеканала «MTV Россия», а также в ротации телеканала «Муз-ТВ» с 1999 по 2002 год.
- 1999: «Новый день» («Братья Наличные») (сентябрь 1999 года[10])[84][85][86]
- 1999: «Пачка сигарет» («Легальный бизне$$») (25 августа 1999 года)[87][88][89]
- 2000: «Мелодия души» («Легальный бизне$$») (апрель 2000 года)[90]
- 2000: «В любви» (Live «Голубой огонёк на Шаболовке» 31 декабря 2000 года) («Bad B. Альянс»: ДеЦл, Sexy Lia, N’Pans, Купер, ШЕFF)
- 2001: «Уличные псы» (ДеЦл и N’Pans)[91][92]
- 2008: «Кто ты такой?!» (Лигалайз & N'Pans)
- 2009: «Сделаем ярче»
- 2009: «Kaifovo» («Кайфово») (feat. 607 (U.S.A), Grey & Malis)
- 2010: «Жди своего часа» (feat. Kiyort)
- 2010: «Я это Я» (feat. Kiyort)
- 2010: «Женщина» (feat. Дарья Решетникова)
- 2011: «Сезон молчания» (feat. Grey & A-Sen)
- 2011: «Baby Boy» (Metis's feat. N'Pans)
- 2011: «Свадьба друга» (N'Pans & Sidoi 48)
- 2012: «Новый год 2012» (N'Pans feat. Sidoi 48)
- 2012: «Первый чёрный рэппер России»
- 2012: «Один поцелуй» (N'Pans feat. Алёна AMERIKA & Sidoi48)
- 2013: «Судьба зовёт» (N'Pans feat. Mehdi (Мехди Эбрагими Вафа))
- 2014: «Represent» (N'Pans feat. Onyx)
- 2014: «Музыка чемпионов» (Боги Олимпа (N'Pans & Паук))
- 2015: «Папа не подведёт» (N'Pans feat. Павел М.)
- 2015: «Диалог с жизнью»
- 2015: «Ищи меня на YouTube»
- 2016: «Не надо кричать» (Retroville: N'Pans & L.A.V.Retro)
- 2016: «Анатомия (Губы)» (Retroville: N'Pans & L.A.V.Retro) feat. Лолита Милявская)
- 2017: «Кто у руля?!» (ШЕFF feat N'Pans)
- 2018: «Represent (Remix)» (N'Pans feat. Onyx)
- 2018: «Король ринга» (N'Pans feat. Dill)
- 2018: «Будущее началось»
- 2019: «Bas pa riba»
- 2019: «Прямо на столе» (N'Pans feat. Алекс Индиго)
- 2019: «Победители» (N'Pans feat. Sib)
- 2019: «Миссия 35 посвящение Децлу (Кириллу Толмацкому)»
- 2019: «Наше интро» (N'Pans и Indigo)
- 2019: «Делаем красиво» (N'Pans и Indigo)
- 2019: «Rap Music 25!» (ШЕFF, Джи Вилкс, Руставели, WHI, Al Solo, Lojaz, Sexy Liya, Jar Bar, T-bass, N'Pans)
- 2020: «Big Rap» / «Большой рэп» (feat. King)

## Фильмография

### Документальные фильмы
- 2017 — «5 Элементов»
- 2019 — «BEEF: Русский хип-хоп»

## Озвучивание компьютерных игр
- 2006 — «Fallout 2» (в роли Сулик)